# Hans-Dickmann-Kolleg
Pour les articles homonymes, voir Dickmann.

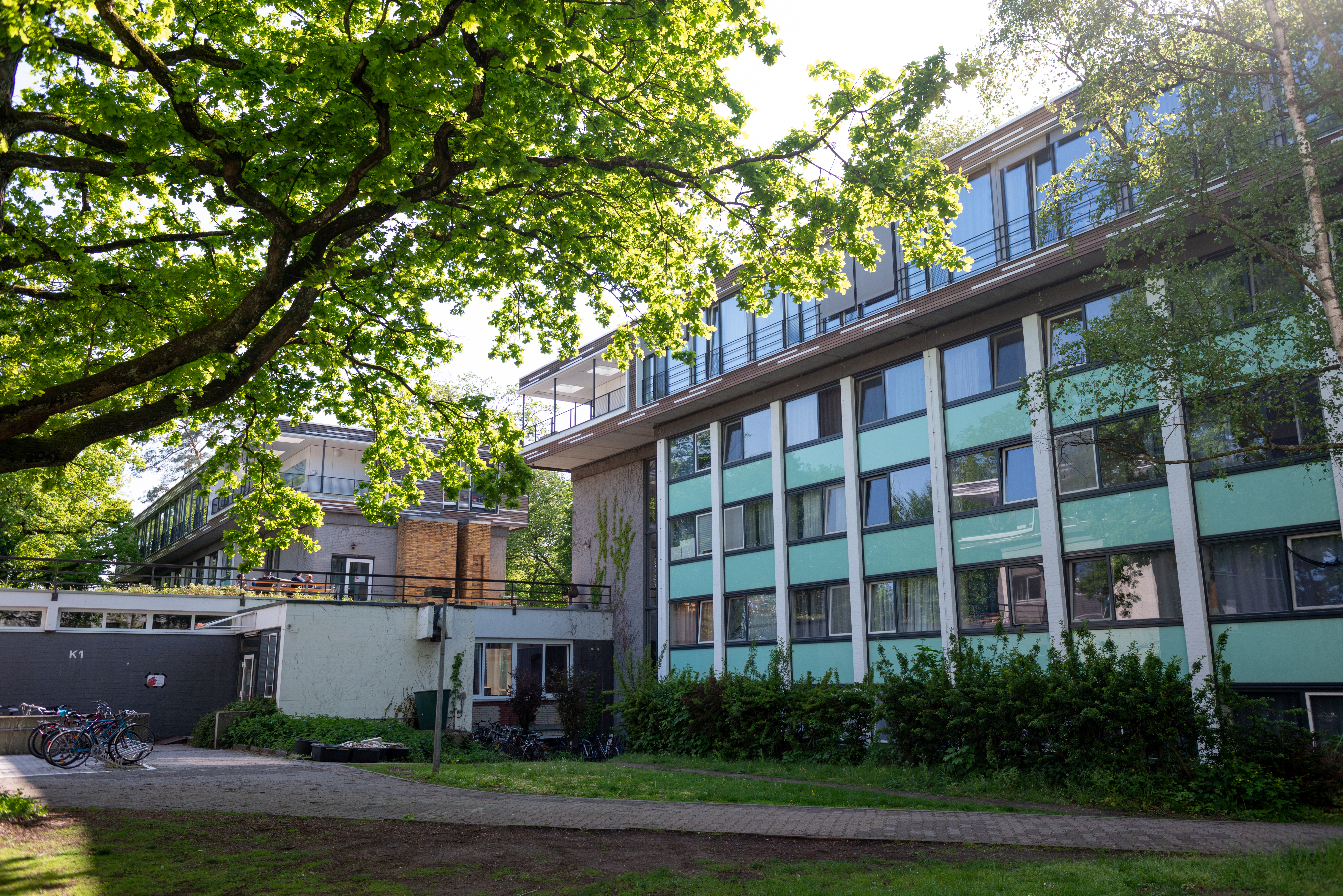
bâtiment K1

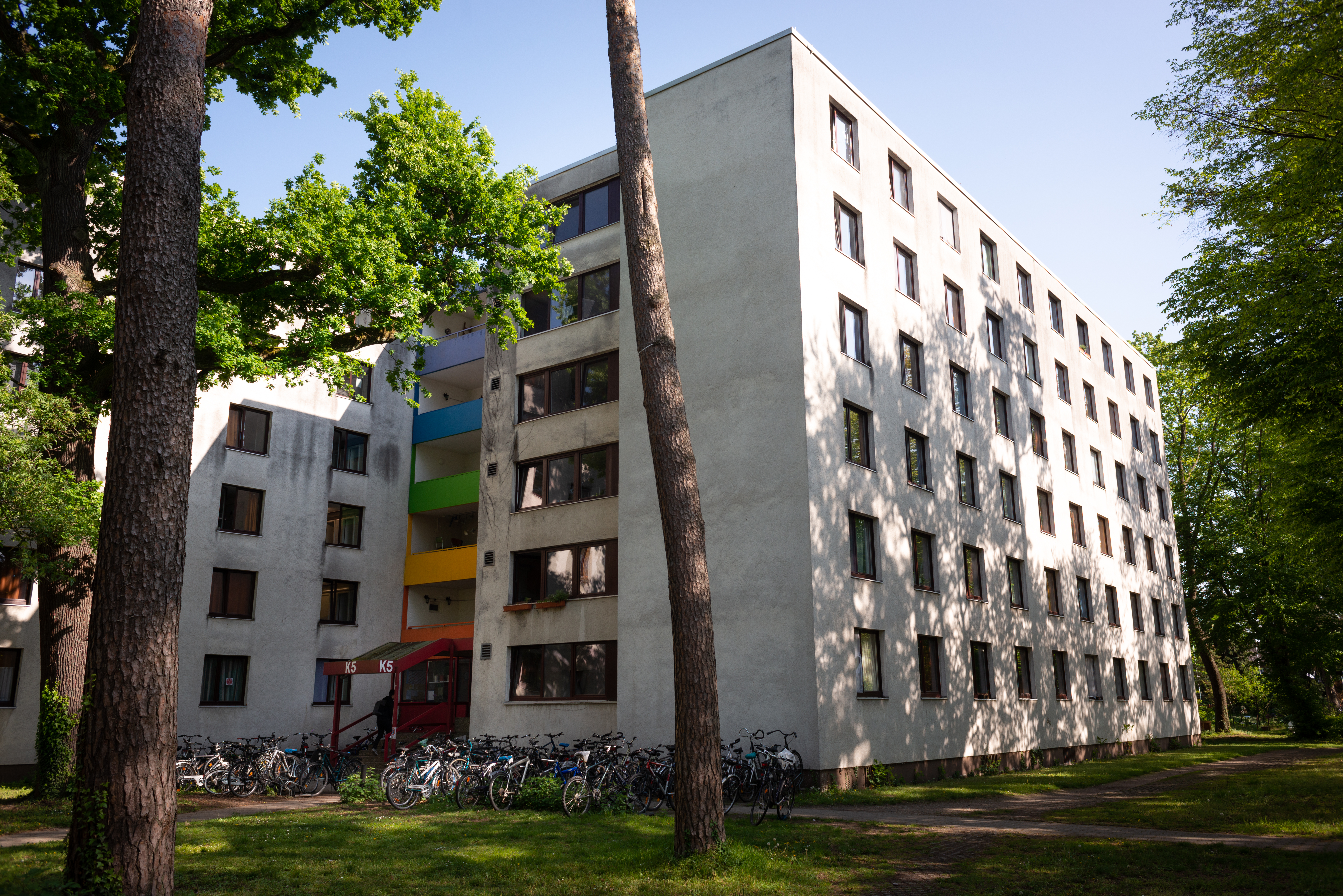
bâtiment K5

Le HaDiKo (« Hans-Dickmann-Kolleg ») est une résidence étudiante à Karlsruhe (Allemagne). C'est la plus grande résidence autogérée d'Allemagne avec 1102 chambres.

## Histoire
Hans Dickmann (1909-1957) était un professeur à l'université technique de Karlsruhe et, grâce à ses actions pour les étudiants, avait une bonne réputation.
Après sa mort à la demande des étudiants la résidence « Wohnheim im Parkring » fut renommée « Hans-Dickmann-Kolleg ». Quand la résidence fut vendue à la ville en 1964, le nom fut repris pour les nouveaux bâtiments du « Klosterweg 28 ». De nos jours elle est plus communément appelée HaDiKo.

## Particularités
Contrairement à la plupart des résidences de Karlsruhe, celle-ci n'appartient pas au Studentenwerk (Administration pour les étudiants), mais à l'association des résidences étudiantes de l'université de Karlsruhe (Trägerverein Studentenwohnheim der Universität Karlsruhe e.V.). Les résidents décident seuls des constructions ou des locations, s'occupent du réseau informatique (« HaDiNet ») et de l'installation téléphonique (« HaDiFon »). Il y a un règlement intérieur qui concerne la mise en place de l'administration ainsi que du parlement de chaque résidence, des votes, etc. Près de 150 résidents sont dans l'autogestion de la résidence et participent grâce à leur engagement à faire en sorte que la HaDiKo ne soit pas une résidence-dortoir mais un lieu d'échange culturel international où chaque étudiant peut mettre en pratique ce qu'il étudie.